# مان (شركة)
 MAN SE (اختصار Maschinenfabrik Augsburg - Nürnberg، تُلفظ بالألمانية: [maˈʃiːnənfaˌbʁiːk ˈʔaʊksbʊʁk ˈnʏʁnbɛʁk, -faˌbʁɪk-])، المعروفة سابقًا باسم MAN AG، وهي شركة ألمانية للهندسة الميكانيكية والشركة الأم لمجموعة مان. وهي شركة تابعة لشركة فولكسفاغن إيه جي لصناعة السيارات. يقع مقر MAN SE في ميونيخ. إنتاجها الأساسي هو لصناعة السيارات، وخاصة الشاحنات الثقيلة. وتشمل الأنشطة الأخرى إنتاج محركات الديزل لتطبيقات مختلفة، مثل الدفع البحري، وكذلك التوربينات. تقوم مان بتوريد الشاحنات والحافلات ومحركات الديزل والآلات التوربينية.  في عام 2016، حقق موظفوها البالغ عددهم 53,824 موظفًا مبيعات سنوية تبلغ حوالي 13.6 مليار يورو.
تعد شركة مان من الشركات الرائدة في مجال المعدات الهندسية والمركبات التجارية. توفر الشركة الشاحنات، الحافلات، محركات الديزل، الآلات التوربينية، والخدمات الصناعية، وتحتل مكانة متقدمة في كافة هذه المجالات. حتى شهر سبتمبر من عام 2012 كانت الشركة تعد واحدة من أكبر 30 شركة مسجلة في البورصة الألمانية داكس 30. تعد مان الشركة الأقدم بين الشركات الألمانية، حيث أحتفلت بعيدها ال250 عام 2008، ونجح موظفوها ال 51,300 في تحقيق مبيعات سنوية قدرها 15 مليار يورو في 120 دولة. للشركة شراكات متعددة مع شركات محلية في دول مثل: بولندا، الهند،تركيا، الصين، الولايات المتحدة، الإمارات العربية المتحدة جنوب أفريقيا،  Uzbekistan، البرتغال، وألمانيا/النمسا. لمان موقع آمن في مجال هندسة النقل، حيث حصدت عدة جوائز. جائزة شاحنة العام لعامى 2006 و2008 كانا لشاحنات مان.

## لمحة عن الشركة
تعود ملكية MAN SE في الغالب إلى مجموعة فولكسفاغن. وهي منتج للمركبات التجارية، من خلال أقسام مان للشاحنات والحافلات ومان أمريكا اللاتينية، والمشاركة في الشركة المصنعة سينوتروك.

## التاريخ

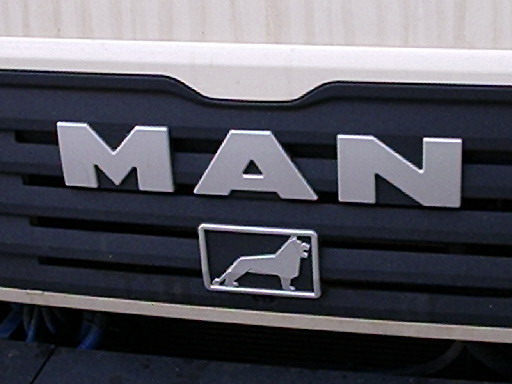
يوجد هذا الشعار في مقدمة جميع شاحنات وحافلات مان. يأتي الأسد من شركة بوسينغ، وهي شركة استحوذت عليها شركة مان عام 1971. إنه يشبه شعار النبالة لمدينة برونزويك.

يرجع تأسيس مان لعام 1758، حيث أسس «إس تى. أنتونى» مصنع للحديد في أوبرهاوزن كأول شركة للصناعات الثقيلة في حوض الرور. عام 1808 أندمجت ثلاثة مصانع للحديد لتأسس «شركة استخراج وتجارة الحديد». عام 1921 قامت الشركة بشراء شركة «م.ا.ن»، الشركة الألمانية الجنوبية المصنعة لمان. أما «م.ا.ن» فهى نتجت عن إعادة تسمية شركة «اتحاد أوغسبيرغ ونورنبيرغ لتصنيع الآلات المحدودة» إلى «أوغسبيرغ ونورنبيرغ لتصنيع الآلات» أو (بالألمانية: Maschinenfabrik Augsburg Nürnberg AG) التي تختصر بالأحرف الأولى إلى «م.ا.ن». إعادة التسمية تمت عام 1908، أما الشركة فقد نتجت عن اندماجى شركتى «ونورنبيرغ للهندسة الميكانية» (تأسست 1841) وشركة «أوغسبيرغ لتصنيع الآلات» (تأسست 1840) وذلك عام 1898. تعاونت شركة مان مع شركة سورير بتاريخ 21 يونيو من عام 1915، ليقدموا أول شاحنة مان سورير التي تستطيع نقل حمولة 3 طن من المصنع المشترك في لينداو في بحيرة كونستانس. في العام 1916 تم تحويل الإنتاج إلى مصنع مان في مدينة نورمبرغ. وبعد إنفصال شركة سورير في العام 1918، استمرت الشركة تحت اسم مان واجن ويرك، وقدمت الشركة شاحنتها الأولى في العام 1924 التي تعمل بنظام الحقن المباشرة مستخدما الديزل بدلا البنزين الذي وفر 70% من تكاليف التشغيل بالمقارنة مع محركات البنزين وقتها.

### أقسام الشركة
- مان للمركبات: تمثل 50% من المبيعات، و88% تأتى من السوق الأوروبى
- مان ديزل: محركات الديزيل
- مان أمريكا اللاتينية: سابقا فولكس فاجن للشاحنات والحافلات
- مان تربو: لللآلات التوربينية
- مان فيروستال: (تمتلك 30% والباقى لشركة مبادلة للاستثمار) وهي تقدم الخدمات الصناعية
- رينك (RENK): سيارات الإرسال، والوحدات الصناعية ومعدات الصيد، ومعدات الصيد البحري.

## المركبات
الشاحنات والمركبات العسكرية
- طرازات إل إى: LE Series
- طرازات إف إى: FE Series

الحافلات
- ليون سيتى

## قضايا قانونية
في عام 2011، تم اتهام مدير سابق في الشركة برشوة مسؤولي الدولة التركمانية مقابل عقود المشروع في عام 2002. بدأت المحاكمة في ميونيخ في عام 2019 بعد تأخير المحاكمة الأولية المحددة لعام 2016.

## معرض الصور

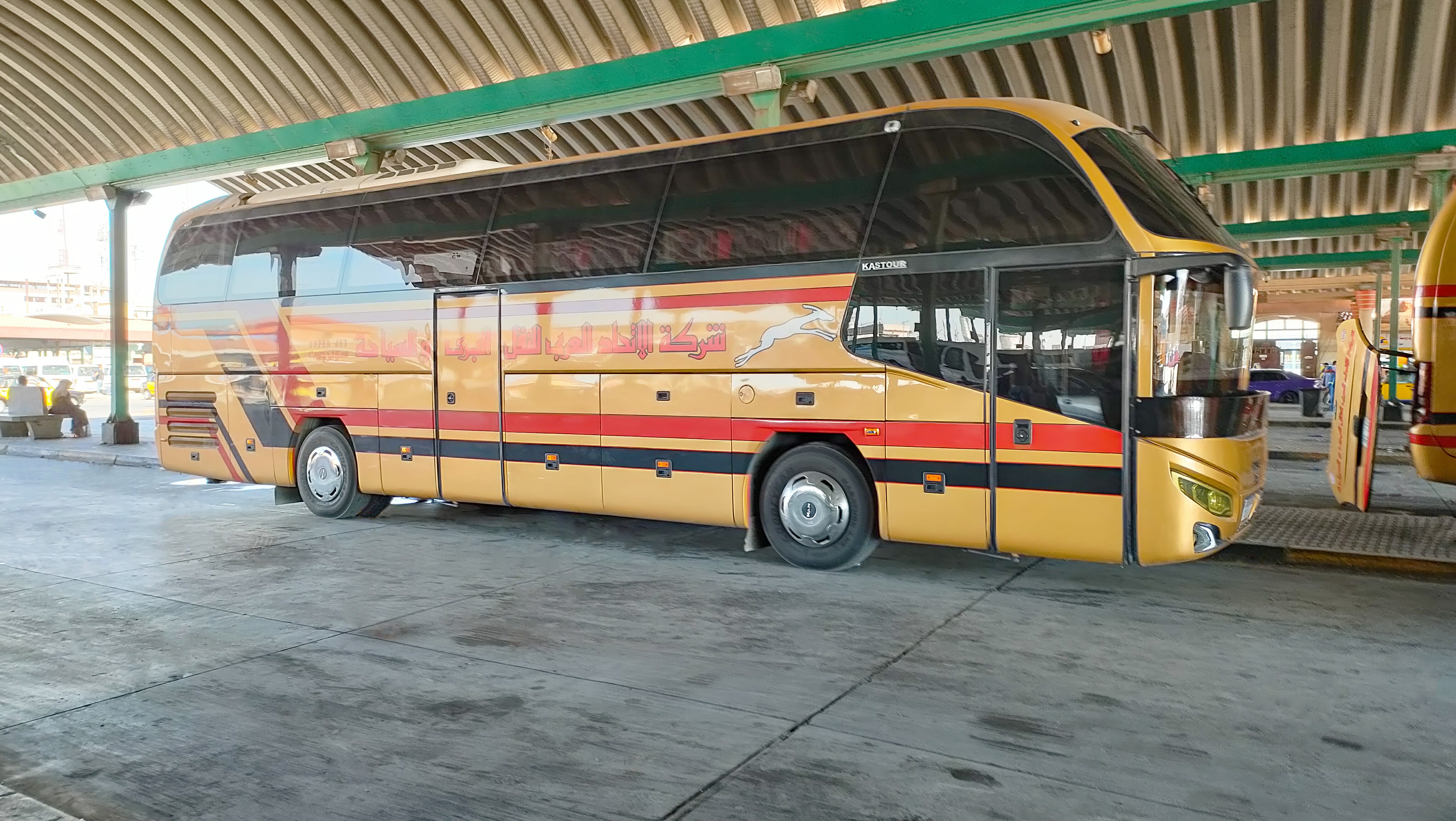
حافلة من إنتاج الشركة
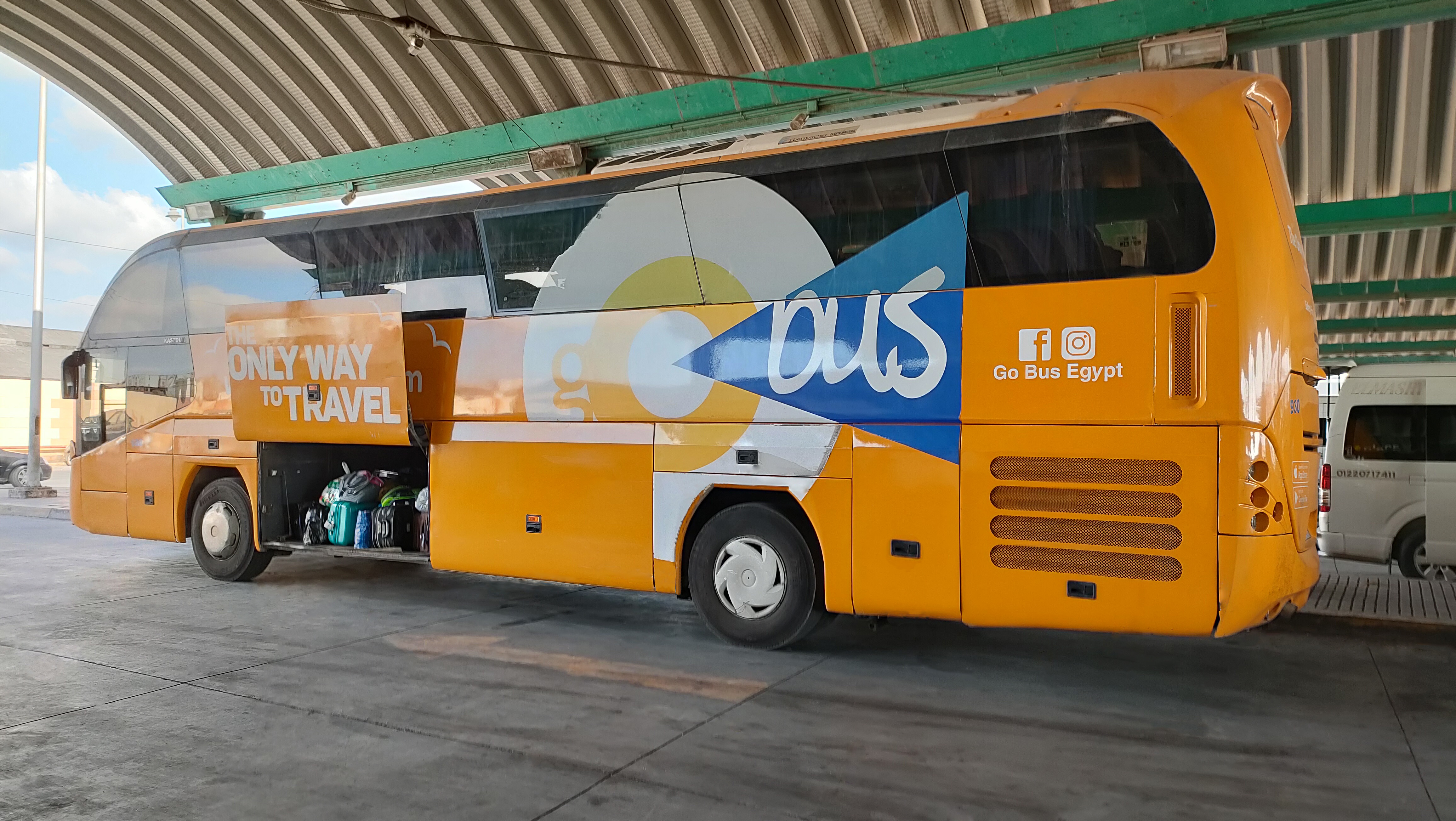
حافلة من إنتاج الشركة
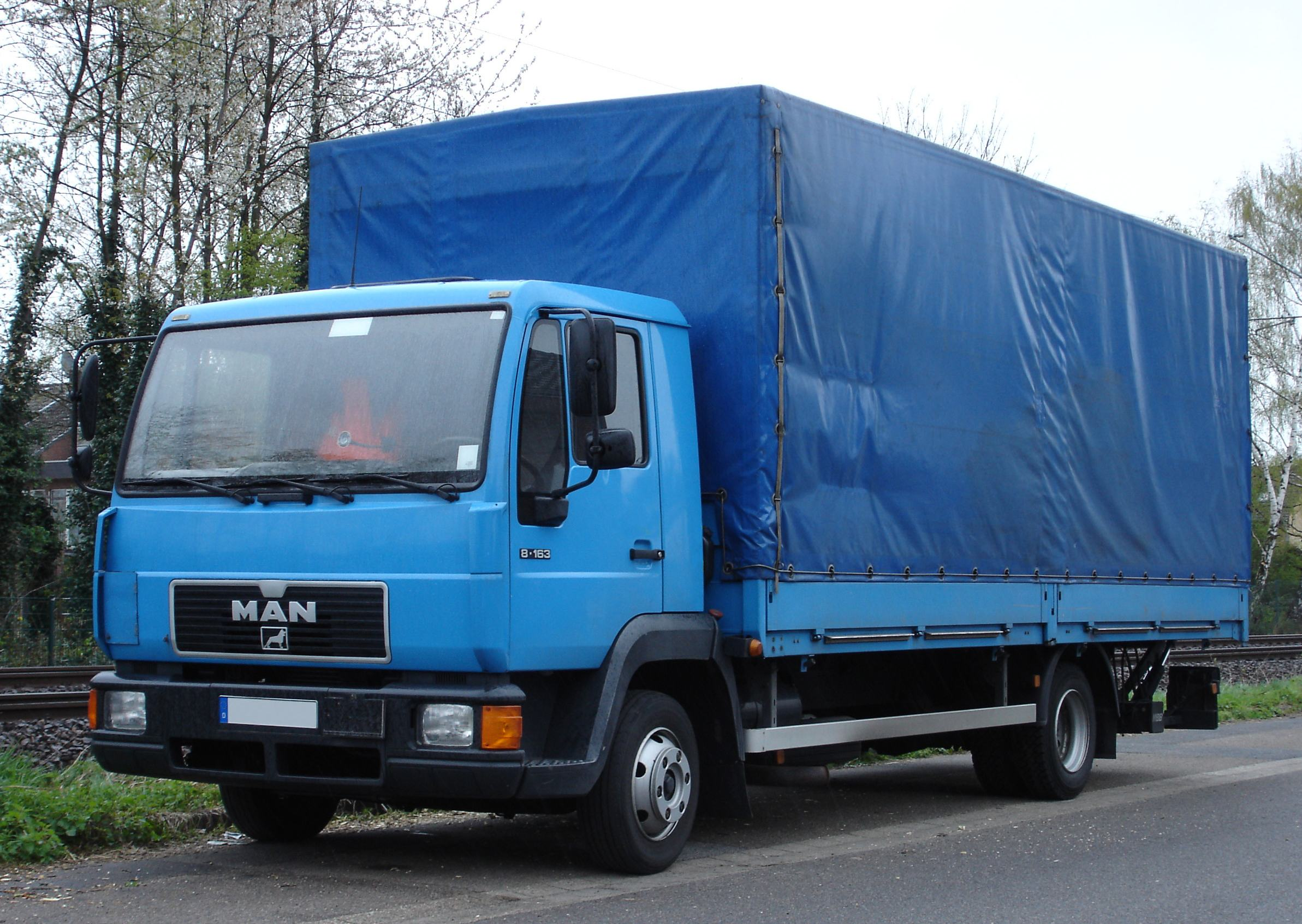
شاحنة من إنتاج الشركة
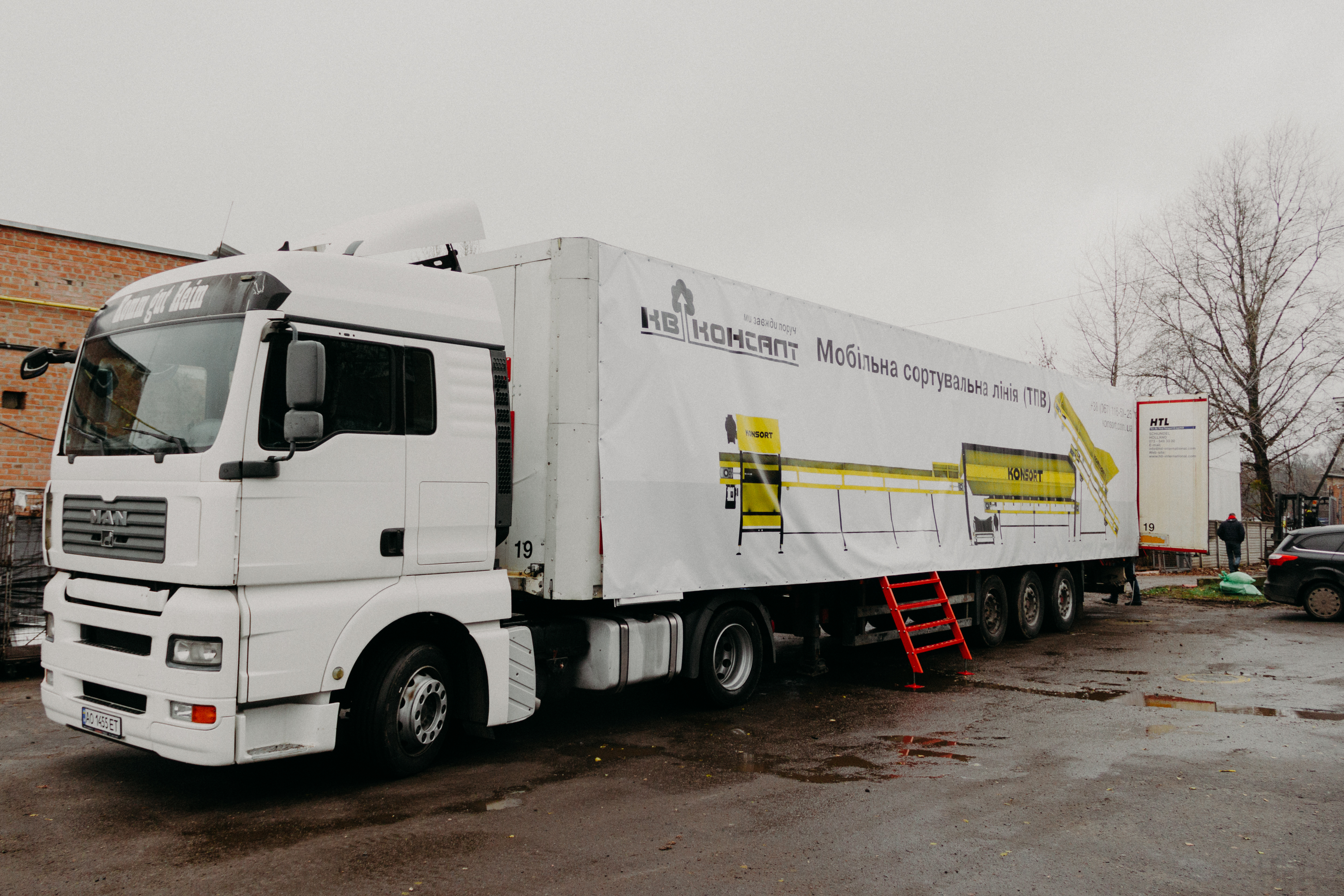
شاحنة من إنتاج الشركة

## وصلات خارجية
- الموقع الرسمي
- Documents and clippings about MAN SE in the 20th Century Press Archives of the ZBW